# Everspace 2
Everspace 2 é um jogo eletrônico de RPG de ação com foco em combate espacial, desenvolvido e publicado pela Rockfish Games. Sequência de Everspace (2017), o jogo foi lançado para Windows em abril de 2023 e posteriormente portado para Xbox Series X e Series S e PlayStation 5 em agosto de 2023.

## Jogabilidade
Everspace 2 é um jogo de combate espacial jogado a partir de uma perspectiva em terceira pessoa. Diferente de seu antecessor, Everspace 2 não apresenta elementos comumente encontrados em roguelike. O mundo do jogo é dividido em vários grandes níveis espalhados por uma série de sistemas estelares, que podem ser explorados livremente pelos jogadores. A nave do jogador pode ser equipada com diversas armas. Jogadores podem comprar novas naves com créditos em vendedores de naves. Melhorias para as naves, como novas armas primárias, armas secundárias e ataques especiais, também podem ser adquiridas. Os tipos de naves funcionam de forma semelhante a classes de personagem, já que cada uma possui habilidades e características únicas. Ao derrotar inimigos, os jogadores podem coletar seus recursos e equipamentos. Conforme o jogador progride, ele pode se equipar com itens melhores e enfrentar inimigos mais difíceis.

## Desenvolvimento
Everspace 2 foi desenvolvido por uma equipe de 20 pessoas da Rockfish Games. De acordo com a própria Rockfish, o jogo contou com um orçamento significativamente maior em comparação ao seu antecessor. O estúdio também precisou recorrer à ajuda da Streamline Studios para desenvolver conteúdo adicional devido ao escopo expandido do projeto. A equipe decidiu criar um jogo de RPG de ação em vez de outro roguelike, pois percebeu que havia uma grande demanda por um jogo de combate espacial em mundo aberto, semelhante a Freelancer.
Everspace 2 foi anunciado pela Rockfish Games em agosto de 2019. Uma campanha de financiamento coletivo na plataforma Kickstarter foi lançada no final de 2019, arrecadando mais de €500.000 para o desenvolvimento do jogo. Inicialmente previsto para ser lançado em acesso antecipado na Steam em meados de dezembro de 2020, o lançamento foi adiado para 18 de janeiro de 2021 a fim de evitar concorrência direta com Cyberpunk 2077. Uma demonstração gratuita do jogo, contendo as cinco primeiras missões principais e duas missões secundárias, foi lançada em agosto de 2021. O jogo foi lançado em versão completa para PC em 6 de abril de 2023. As versões planejadas para PlayStation 4 e Xbox One foram canceladas, pois a equipe não quis rebaixar a escala do jogo para plataformas de geração anterior. A Rockfish lançou o jogo para PlayStation 5 e Xbox Series X e Series S em 15 de agosto de 2023. Uma versão física do jogo, publicada pela Maximum Games, está programada para ser lançada em outubro de 2023. Embora o jogo tenha sido originalmente desenvolvido na Unreal Engine 4, os desenvolvedores eventualmente migraram para a Unreal Engine 5.

## Recepção

### Recepção da crítica
De acordo com o agregador de críticas Metacritic, o jogo recebeu avaliações geralmente positivas no lançamento. Segundo o OpenCritic, 93% das 30 análises feitas por críticos recomendaram o jogo.
Renata Price da Vice descreveu o jogo como "um dos melhores jogos de tiro espacial em anos", elogiando o combate, os controles e o design do mapa. Escrevendo para a PC Gamer, Ian Evenden descreveu o jogo como um "Diablo no espaço" e uma "aventura espacial magistralmente construída". Jon Bolding, da IGN, elogiou a jogabilidade do título, mas considerou que sua narrativa e elenco de personagens eram pouco interessantes, além de criticar o cenário por ser derivativo e pouco original.

### Vendas
Em 2 de maio de 2023, o jogo já havia vendido mais de 300.000 cópias.